# 발전차
발전차(Generator Car, 發電車)는 여객 열차 운행에 필요한 차량 내부의 전력을 공급하는 객차의 일종이다.

## 개요
과거에는 여객 열차 내에 많은 전력이 필요하지 않았다. 출입문은 수동식이었으며, 차내 냉방은 선풍기로, 난방은 난방차의 연결이나 난로를 사용했다. 콘센트 자체는 아예 없었으며, 차내 조명은 백열전구를 사용하여 객차의 차체 하부에 발전기를 붙여 발생시키는 전력으로 해결했다. 그러나 지금은 출입문의 경우 자동 원격 제어시스템으로, 냉방은 선풍기에서 에어컨으로, 난방은 난방차에서 히터로, 조명은 백열전구에서 형광등으로, 게다가 콘센트도 설치되어 있다. 차츰 객차의 시설이 현대화 되면서, 과거처럼 소형 발전기로만 전기를 공급하는 것은 이제 옛말이 되었다.
발전차는 객차에 전기를 공급하는 목적의 차량으로, 전력 소비량이 큰 에어컨 · 안내방송 · 히터 · 출입문 제어 · 형광등 따위를 가동하기 위해 이용한다. 차내에 엔진이 설치되어 있어서, 이를 가동시켜 객차마다 전력을 공급한다. 기능에 따라 구분하면 차내의 디젤 기관으로 전력을 생산하는 종류와, 전력을 전차선에서 공급받는 종류로 나뉜다.
HEP(Head End Power)가 설치된 기관차는 발전차가 필요없다. HEP란 전차선에서 직접 공급받은 전기를 객차에 공급하는 장치로, 대한민국의 경우 8200호대 전기 기관차에 설치되어 있다. 8100호대 전기 기관차에는 HEP가 없지만 27핀 점퍼선은 존재한다. 한편, 7000호대 디젤 기관차에도 장착되었으나 지나친 소음에다 연료 낭비, 잦은 엔진 고장등으로 제거되었다.
대한민국에서는 발전차가 99000번대의 차량 번호를 사용한다. 99200호대는 구형 발전차, 99300~99400호대는 옛 통일호 발전차, 99500호대는 장대형 새마을호 객차와 일부 무궁화호 객차 전용의 스테인리스 차체의 발전차이다. 총 247량이다.

## 대한민국의 발전차

### 도입 현황
현재 운행 중인 차량은 굵은 글씨로 표시헸다.

#### 강철 차체 발전차
현재 전량 퇴역됐다.
| 차호    | 도입 시기 | 운행 중단 시기 | 비고 |
| ------- | --------- | -------------- | --- |
| 99201호 | 1969년    | 1995년         | 정부보유외환자금(Korean Foreign Excahnge)으로 구입. 도입 초기 당시 관광호 전용 발전차로 운행.                                                                     |
| 99202호 | 1969년    | 1995년         | 정부보유외환자금(Korean Foreign Excahnge)으로 구입. 도입 초기 당시 관광호 전용 발전차로 운행.                                                                     |
| 99203호 | 1969년    | 1995년         | 정부보유외환자금(Korean Foreign Excahnge)으로 구입. 도입 초기 당시 관광호 전용 발전차로 운행.                                                                     |
| 99204호 | 1969년    | 1997년         | 정부보유외환자금(Korean Foreign Excahnge)으로 구입. 도입 초기 당시 관광호 전용 발전차로 운행.                                                                     |
| 99205호 | 1969년    | 1997년         | 정부보유외환자금(Korean Foreign Excahnge)으로 구입. 도입 초기 당시 관광호 전용 발전차로 운행.                                                                     |
| 99206호 | 1975년    | 1997년         | IBRD 4차 차관으로 구입. 도입 초기 당시 새마을호 전용 발전차로 운행.                                                                                               |
| 99207호 | 1975년    | 1997년         | IBRD 4차 차관으로 구입. 도입 초기 당시 새마을호 전용 발전차로 운행.                                                                                               |
| 99208호 | 1975년    | 1997년         | IBRD 4차 차관으로 구입. 도입 초기 당시 새마을호 전용 발전차로 운행.                                                                                               |
| 99209호 | 1975년    | 1999년         | IBRD 4차 차관으로 구입. 도입 초기 당시 새마을호 전용 발전차로 운행.                                                                                               |
| 99210호 | 1975년    | 2000년         | IBRD 4차 차관으로 구입. 도입 초기 당시 새마을호 전용 발전차로 운행.                                                                                               |
| 99211호 | 1975년    | 2001년         | 대우중공업에서 제작된 최초의 국산 발전차. 도입 초기 당시 우등 열차 발전차로 운행.                                                                                 |
| 99212호 | 1975년    | 2001년         | 대우중공업에서 제작된 최초의 국산 발전차. 도입 초기 당시 우등 열차 발전차로 운행.                                                                                 |
| 99213호 | 1977년    | 2001년         | 대한조선공사에서 제작된 발전차. 도입 초기 당시 우등 열차 발전차로 운행.                                                                                           |
| 99214호 | 1979년    | 2001년         | IBRD 6차 차관으로 대우중공업에서 제작된 발전차. 도입 초기 당시 새마을호 전용 발전차로 운행.                                                                       |
| 99215호 | 1979년    | 2001년         | IBRD 6차 차관으로 대우중공업에서 제작된 발전차. 도입 초기 당시 새마을호 전용 발전차로 운행.                                                                       |
| 99216호 | 1979년    | 2001년         | IBRD 6차 차관으로 대우중공업에서 제작된 발전차. 도입 초기 당시 새마을호 전용 발전차로 운행.                                                                       |
| 99217호 | 1979년    | 2001년         | IBRD 6차 차관으로 대우중공업에서 제작된 발전차. 도입 초기 당시 새마을호 전용 발전차로 운행.                                                                       |
| 99218호 | 1979년    | 2002년         | IBRD 6차 차관으로 대우중공업에서 제작된 발전차. 도입 초기 당시 새마을호 전용 발전차로 운행.                                                                       |
| 99219호 | 1979년    | 2002년         | IBRD 6차 차관으로 대우중공업에서 제작된 발전차. 도입 초기 당시 우등 열차 전용 발전차로 운행.                                                                      |
| 99220호 | 1979년    | 2002년         | IBRD 6차 차관으로 대우중공업에서 제작된 발전차. 도입 초기 당시 우등 열차 전용 발전차로 운행.                                                                      |
| 99221호 | 1979년    | 2002년         | IBRD 6차 차관으로 대우중공업에서 제작된 발전차. 도입 초기 당시 우등 열차 전용 발전차로 운행.                                                                      |
| 99222호 | 1979년    | 2002년         | IBRD 6차 차관으로 대우중공업에서 제작된 발전차. 도입 초기 당시 우등 열차 전용 발전차로 운행.                                                                      |
| 99223호 | 1979년    | 2002년         | IBRD 6차 차관으로 대우중공업에서 제작된 발전차. 도입 초기 당시 우등 열차 전용 발전차로 운행.                                                                      |
| 99224호 | 1979년    | 2002년         | IBRD 6차 차관으로 대우중공업에서 제작된 발전차. 도입 초기 당시 우등 열차 전용 발전차로 운행.                                                                      |
| 99225호 | 1979년    | 2003년         | IBRD 6차 차관으로 대우중공업에서 제작된 발전차. 도입 초기 당시 우등 열차 전용 발전차로 운행.                                                                      |
| 99226호 | 1979년    | 2003년         | IBRD 6차 차관으로 대우중공업에서 제작된 발전차. 도입 초기 당시 우등 열차 전용 발전차로 운행.                                                                      |
| 99227호 | 1979년    | 2004년         | IBRD 6차 차관으로 대우중공업에서 제작된 발전차. 도입 초기 당시 우등 열차 전용 발전차로 운행.                                                                      |
| 99228호 | 1979년    | 2004년         | IBRD 6차 차관으로 대우중공업에서 제작된 발전차. 도입 초기 당시 우등 열차 전용 발전차로 운행.                                                                      |
| 99229호 | 1979년    | 2004년         | IBRD 6차 차관으로 대한조선공사에서 제작된 발전차. 도입 초기 당시 우등 열차 전용 발전차로 운행.                                                                    |
| 99230호 | 1979년    | 2004년         | IBRD 6차 차관으로 대한조선공사에서 제작된 발전차. 도입 초기 당시 우등 열차 전용 발전차로 운행.                                                                    |
| 99231호 | 1979년    | 2004년         | IBRD 6차 차관으로 대한조선공사에서 제작된 발전차. 도입 초기 당시 우등 열차 전용 발전차로 운행.                                                                    |
| 99232호 | 1979년    | 2004년         | IBRD 6차 차관으로 대한조선공사에서 제작된 발전차. 도입 초기 당시 우등 열차 전용 발전차로 운행.                                                                    |
| 99233호 | 1979년    | 2005년         | IBRD 6차 잔여 차관으로 대우중공업에서 제작된 발전차. 도입 초기 당시 우등 열차 전용 발전차로 운행.                                                                 |
| 99234호 | 1979년    | 2005년         | IBRD 6차 잔여 차관으로 대우중공업에서 제작된 발전차. 도입 초기 당시 우등 열차 전용 발전차로 운행.                                                                 |
| 99235호 | 1979년    | 2005년         | IBRD 6차 잔여 차관으로 대우중공업에서 제작된 발전차. 도입 초기 당시 우등 열차 전용 발전차로 운행.                                                                 |
| 99236호 | 1979년    | 2005년         | IBRD 6차 잔여 차관으로 대우중공업에서 제작된 발전차. 도입 초기 당시 우등 열차 전용 발전차로 운행.                                                                 |
| 99239호 | 1981년    | 2005년         | IBRD 7차 차관으로 대한조선공사에서 제작된 발전차. 도입 초기 당시 우등 열차 발전차로 운행.                                                                         |
| 99240호 | 1981년    | 2005년         | IBRD 7차 차관으로 대한조선공사에서 제작된 발전차. 도입 초기 당시 우등 열차 발전차로 운행.                                                                         |
| 99241호 | 1981년    | 2005년         | IBRD 7차 차관으로 대한조선공사에서 제작된 발전차. 도입 초기 당시 우등 열차 발전차로 운행.                                                                         |
| 99242호 | 1981년    | 2005년         | IBRD 7차 차관으로 대한조선공사에서 제작된 발전차. 도입 초기 당시 우등 열차 발전차로 운행.                                                                         |
| 99243호 | 1982년    | 2005년         | IBRD 7차 차관으로 대한조선공사에서 제작된 발전차. 도입 초기 당시 우등 열차 발전차로 운행.                                                                         |
| 99244호 | 1982년    | 2005년         | IBRD 7차 차관으로 대한조선공사에서 제작된 발전차. 도입 초기 당시 우등 열차 발전차로 운행.                                                                         |
| 99245호 | 1982년    | 2005년         | IBRD 7차 차관으로 대한조선공사에서 제작된 발전차. 도입 초기 당시 우등 열차 발전차로 운행.                                                                         |
| 99246호 | 1983년    | 2005년         | IBRD 5차 차관으로 대한조선공사에서 제작된 발전차. 도입 초기 당시 우등 열차 발전차로 운행.                                                                         |
| 99247호 | 1983년    | 2005년         | IBRD 5차 차관으로 대한조선공사에서 제작된 발전차. 도입 초기 당시 우등 열차 발전차로 운행.                                                                         |
| 99248호 | 1983년    | 2005년         | IBRD 5차 차관으로 대한조선공사에서 제작된 발전차. 도입 초기 당시 우등 열차 발전차로 운행.                                                                         |
| 99249호 | 1984년    | 2006년         | 철도청 내부자금으로 대한조선공사에서 제작된 발전차. 도입 초기 당시 우등 열차 발전차로 운행.                                                                       |
| 99250호 | 1984년    | 2006년         | 철도청 내부자금으로 대한조선공사에서 제작된 발전차. 도입 초기 당시 우등 열차 발전차로 운행.                                                                       |
| 99251호 | 1984년    | 2006년         | 철도청 내부자금으로 대한조선공사에서 제작된 발전차. 도입 초기 당시 우등 열차 발전차로 운행.                                                                       |
| 99252호 | 1984년    | 2006년         | 철도청 내부자금으로 대한조선공사에서 제작된 발전차. 도입 초기 당시 우등 열차 발전차로 운행.                                                                       |
| 99253호 | 1985년    | 2006년         | IBRD 7차 차관으로 대한조선공사에서 제작된 발전차. 도입 초기 당시 우등 열차 발전차로 운행.                                                                         |
| 99254호 | 1985년    | 2006년         | IBRD 7차 차관으로 대한조선공사에서 제작된 발전차. 도입 초기 당시 우등 열차 발전차로 운행.                                                                         |
| 99255호 | 1985년    | 2006년         | IBRD 7차 차관으로 대한조선공사에서 제작된 발전차. 도입 초기 당시 우등 열차 발전차로 운행.                                                                         |
| 99256호 | 1985년    | 2006년         | 철도청 내부자금으로 대한조선공사에서 제작된 발전차. 도입 초기 당시 우등 열차 발전차로 운행.                                                                       |
| 99257호 | 1985년    | 2006년         | 철도청 내부자금으로 대한조선공사에서 제작된 발전차. 도입 초기 당시 우등 열차 발전차로 운행.                                                                       |
| 99258호 | 1985년    | 2006년         | 철도청 내부자금으로 대한조선공사에서 제작된 발전차. 도입 초기 당시 우등 열차 발전차로 운행.                                                                       |
| 99259호 | 1985년    | 2006년         | 철도청 내부자금으로 대한조선공사에서 제작된 발전차. 도입 초기 당시 우등 열차 발전차로 운행.                                                                       |
| 99260호 | 1985년    | 2006년         | 철도청 내부자금으로 대한조선공사에서 제작된 발전차. 도입 초기 당시 우등 열차 발전차로 운행.                                                                       |
| 99261호 | 1985년    | 2006년         | 철도청 내부자금으로 대한조선공사에서 제작된 발전차. 도입 초기 당시 우등 열차 발전차로 운행.                                                                       |
| 99262호 | 1985년    | 2006년         | 철도청 내부자금으로 대한조선공사에서 제작된 발전차. 도입 초기 당시 우등 열차 발전차로 운행.                                                                       |
| 99263호 | 1985년    | 2007년         | 철도청 내부자금으로 대한조선공사에서 제작된 발전차. 도입 초기 당시 우등 열차 발전차로 운행.                                                                       |
| 99264호 | 1985년    | 2007년         | 철도청 내부자금으로 대한조선공사에서 제작된 발전차. 도입 초기 당시 우등 열차 발전차로 운행.                                                                       |
| 99265호 | 1985년    | 2007년         | 철도청 내부자금으로 대한조선공사에서 제작된 발전차. 도입 초기 당시 우등 열차 발전차로 운행.                                                                       |
| 99266호 | 1985년    | 2008년         | 철도청 내부자금으로 대한조선공사에서 제작된 발전차. 도입 초기 당시 우등 열차 발전차로 운행.                                                                       |
| 99267호 | 1991년    | 2014년         | 철도청 내부자금으로 한진중공업에서 제작에서 제작된 발전차. 도입 초기 당시 새마을호 발전차로 운행. 유일하게 이 차량들은 다른 강철 차제 발전차 중에서 유선형이었다. |
| 99268호 | 1991년    | 2014년         | 철도청 내부자금으로 한진중공업에서 제작에서 제작된 발전차. 도입 초기 당시 새마을호 발전차로 운행. 유일하게 이 차량들은 다른 강철 차제 발전차 중에서 유선형이었다. |
| 99269호 | 1991년    | 2015년         | 철도청 내부자금으로 한진중공업에서 제작에서 제작된 발전차. 도입 초기 당시 새마을호 발전차로 운행. 유일하게 이 차량들은 다른 강철 차제 발전차 중에서 유선형이었다. |
| 99270호 | 1991년    | 2015년         | 철도청 내부자금으로 한진중공업에서 제작에서 제작된 발전차. 도입 초기 당시 새마을호 발전차로 운행. 유일하게 이 차량들은 다른 강철 차제 발전차 중에서 유선형이었다. |
| 99271호 | 1991년    | 2015년         | 철도청 내부자금으로 한진중공업에서 제작에서 제작된 발전차. 도입 초기 당시 새마을호 발전차로 운행. 유일하게 이 차량들은 다른 강철 차제 발전차 중에서 유선형이었다. |
| 99351호 | 1969년    | 1998년         | 철도청 내부자금으로 대한조선공사에서 난방차를 개조한 발전차. 개조 초기 당시 통일호 발전차로 운행.                                                                 |
| 99352호 | 1969년    | 1998년         | 철도청 내부자금으로 대한조선공사에서 난방차를 개조한 발전차. 개조 초기 당시 통일호 발전차로 운행.                                                                 |
| 99353호 | 1969년    | 1998년         | 철도청 내부자금으로 대한조선공사에서 난방차를 개조한 발전차. 개조 초기 당시 통일호 발전차로 운행.                                                                 |
| 99354호 | 1969년    | 1998년         | 철도청 내부자금으로 대한조선공사에서 난방차를 개조한 발전차. 개조 초기 당시 통일호 발전차로 운행.                                                                 |
| 99355호 | 1969년    | 1998년         | 철도청 내부자금으로 대한조선공사에서 난방차를 개조한 발전차. 개조 초기 당시 통일호 발전차로 운행.                                                                 |
| 99356호 | 1969년    | 1998년         | 철도청 내부자금으로 대한조선공사에서 난방차를 개조한 발전차. 개조 초기 당시 통일호 발전차로 운행.                                                                 |
| 99357호 | 1969년    | 1998년         | 철도청 내부자금으로 대한조선공사에서 난방차를 개조한 발전차. 개조 초기 당시 통일호 발전차로 운행.                                                                 |
| 99358호 | 1969년    | 1998년         | 철도청 내부자금으로 대한조선공사에서 난방차를 개조한 발전차. 개조 초기 당시 통일호 발전차로 운행.                                                                 |
| 99359호 | 1969년    | 1998년         | 철도청 내부자금으로 대한조선공사에서 난방차를 개조한 발전차. 개조 초기 당시 통일호 발전차로 운행.                                                                 |
| 99360호 | 1969년    | 1998년         | 철도청 내부자금으로 대한조선공사에서 난방차를 개조한 발전차. 개조 초기 당시 통일호 발전차로 운행.                                                                 |
| 99361호 | 1969년    | 1998년         | 철도청 내부자금으로 대한조선공사에서 난방차를 개조한 발전차. 개조 초기 당시 통일호 발전차로 운행.                                                                 |
| 99362호 | 1969년    | 1998년         | 철도청 내부자금으로 대한조선공사에서 난방차를 개조한 발전차. 개조 초기 당시 통일호 발전차로 운행.                                                                 |
| 99363호 | 1969년    | 1998년         | 철도청 내부자금으로 대한조선공사에서 난방차를 개조한 발전차. 개조 초기 당시 통일호 발전차로 운행.                                                                 |
| 99364호 | 1969년    | 1998년         | 철도청 내부자금으로 대한조선공사에서 난방차를 개조한 발전차. 개조 초기 당시 통일호 발전차로 운행.                                                                 |
| 99371호 | 1986년    | 2008년         | 철도청 내부자금으로 대한조선공사에서 제작된 발전차. 도입 초기 당시 통일호 발전차로 운행.                                                                          |
| 99372호 | 1986년    | 2009년         | 철도청 내부자금으로 대한조선공사에서 제작된 발전차. 도입 초기 당시 통일호 발전차로 운행.                                                                          |
| 99373호 | 1986년    | 2009년         | 철도청 내부자금으로 대한조선공사에서 제작된 발전차. 도입 초기 당시 통일호 발전차로 운행.                                                                          |
| 99374호 | 1986년    | 2009년         | 철도청 내부자금으로 대한조선공사에서 제작된 발전차. 도입 초기 당시 통일호 발전차로 운행.                                                                          |
| 99375호 | 1986년    | 2009년         | 철도청 내부자금으로 대한조선공사에서 제작된 발전차. 도입 초기 당시 통일호 발전차로 운행.                                                                          |
| 99376호 | 1986년    | 2010년         | 철도청 내부자금으로 대한조선공사에서 제작된 발전차. 도입 초기 당시 통일호 발전차로 운행.                                                                          |
| 99377호 | 1986년    | 2010년         | 철도청 내부자금으로 대한조선공사에서 제작된 발전차. 도입 초기 당시 통일호 발전차로 운행.                                                                          |
| 99378호 | 1986년    | 2010년         | 철도청 내부자금으로 대한조선공사에서 제작된 발전차. 도입 초기 당시 통일호 발전차로 운행.                                                                          |
| 99379호 | 1986년    | 2010년         | 철도청 내부자금으로 대한조선공사에서 제작된 발전차. 도입 초기 당시 통일호 발전차로 운행.                                                                          |
| 99380호 | 1986년    | 2010년         | 철도청 내부자금으로 대한조선공사에서 제작된 발전차. 도입 초기 당시 통일호 발전차로 운행.                                                                          |
| 99381호 | 1987년    | 2010년         | 철도청 내부자금으로 대한조선공사에서 제작된 발전차. 도입 초기 당시 통일호 발전차로 운행.                                                                          |
| 99382호 | 1987년    | 2010년         | 철도청 내부자금으로 대한조선공사에서 제작된 발전차. 도입 초기 당시 통일호 발전차로 운행.                                                                          |
| 99383호 | 1987년    | 2010년         | 철도청 내부자금으로 대한조선공사에서 제작된 발전차. 도입 초기 당시 통일호 발전차로 운행.                                                                          |
| 99384호 | 1987년    | 2010년         | 철도청 내부자금으로 대한조선공사에서 제작된 발전차. 도입 초기 당시 통일호 발전차로 운행.                                                                          |
| 99385호 | 1987년    | 2010년         | 철도청 내부자금으로 대한조선공사에서 제작된 발전차. 도입 초기 당시 통일호 발전차로 운행.                                                                          |
| 99386호 | 1987년    | 2010년         | 철도청 내부자금으로 대한조선공사에서 제작된 발전차. 도입 초기 당시 통일호 발전차로 운행.                                                                          |
| 99387호 | 1987년    | 2010년         | 철도청 내부자금으로 대한조선공사에서 제작된 발전차. 도입 초기 당시 통일호 발전차로 운행.                                                                          |
| 99388호 | 1987년    | 2011년         | 철도청 내부자금으로 대한조선공사에서 제작된 발전차. 도입 초기 당시 통일호 발전차로 운행.                                                                          |
| 99389호 | 1987년    | 2011년         | 철도청 내부자금으로 대한조선공사에서 제작된 발전차. 도입 초기 당시 통일호 발전차로 운행.                                                                          |
| 99390호 | 1989년    | 2011년         | 철도청 내부자금으로 대한조선공사에서 제작된 발전차. 도입 초기 당시 통일호 발전차로 운행.                                                                          |
| 99391호 | 1989년    | 2011년         | 철도청 내부자금으로 대한조선공사에서 제작된 발전차. 도입 초기 당시 통일호 발전차로 운행.                                                                          |
| 99392호 | 1989년    | 2011년         | 철도청 내부자금으로 대한조선공사에서 제작된 발전차. 도입 초기 당시 통일호 발전차로 운행.                                                                          |
| 99393호 | 1989년    | 2011년         | 철도청 내부자금으로 대한조선공사에서 제작된 발전차. 도입 초기 당시 통일호 발전차로 운행.                                                                          |
| 99394호 | 1989년    | 2011년         | 철도청 내부자금으로 대한조선공사에서 제작된 발전차. 도입 초기 당시 통일호 발전차로 운행.                                                                          |
| 99395호 | 1989년    | 2011년         | 철도청 내부자금으로 대한조선공사에서 제작된 발전차. 도입 초기 당시 통일호 발전차로 운행.                                                                          |
| 99396호 | 1989년    | 2011년         | 철도청 내부자금으로 대한조선공사에서 제작된 발전차. 도입 초기 당시 통일호 발전차로 운행.                                                                          |
| 99397호 | 1989년    | 2011년         | 철도청 내부자금으로 대한조선공사에서 제작된 발전차. 도입 초기 당시 통일호 발전차로 운행.                                                                          |
| 99398호 | 1989년    | 2011년         | 철도청 내부자금으로 대한조선공사에서 제작된 발전차. 도입 초기 당시 통일호 발전차로 운행.                                                                          |
| 99399호 | 1990년    | 2012년         | 철도청 내부자금으로 한진중공업에서 제작된 발전차. 도입 초기 당시 통일호 발전차로 운행.                                                                            |
| 99400호 | 1990년    | 2012년         | 철도청 내부자금으로 한진중공업에서 제작된 발전차. 도입 초기 당시 통일호 발전차로 운행.                                                                            |
| 99401호 | 1990년    | 2012년         | 철도청 내부자금으로 한진중공업에서 제작된 발전차. 도입 초기 당시 통일호 발전차로 운행.                                                                            |
| 99402호 | 1990년    | 2012년         | 철도청 내부자금으로 한진중공업에서 제작된 발전차. 도입 초기 당시 통일호 발전차로 운행.                                                                            |
| 99403호 | 1990년    | 2012년         | 철도청 내부자금으로 한진중공업에서 제작된 발전차. 도입 초기 당시 통일호 발전차로 운행.                                                                            |

#### 스테인리스 차체 발전차
| 차호    | 도입 시기 | 운행 중단 시기 | 비고 |
| ------- | --------- | -------------- | --- |
| 99501호 | 1990년    | 1995년         | 철도청 내부자금으로 한진중공업에서 제작된 발전차. 도입 초기 당시 새마을호 발전차로 운행.                                                   |
| 99502호 | 1990년    | 1995년         | 철도청 내부자금으로 한진중공업에서 제작된 발전차. 도입 초기 당시 새마을호 발전차로 운행.                                                   |
| 99503호 | 1991년    | 2004년         | 철도청 내부자금으로 한진중공업에서 제작된 발전차. 도입 초기 당시 새마을호 발전차로 운행.                                                   |
| 99504호 | 1991년    | 2004년         | 철도청 내부자금으로 한진중공업에서 제작된 발전차. 도입 초기 당시 새마을호 발전차로 운행.                                                   |
| 99505호 | 1991년    | 2004년         | 철도청 내부자금으로 한진중공업에서 제작된 발전차. 도입 초기 당시 새마을호 발전차로 운행.                                                   |
| 99506호 | 1991년    | 2004년         | 철도청 내부자금으로 한진중공업에서 제작된 발전차. 도입 초기 당시 새마을호 발전차로 운행.                                                   |
| 99507호 | 1991년    | 2004년         | 철도청 내부자금으로 한진중공업에서 제작된 발전차. 도입 초기 당시 새마을호 발전차로 운행.                                                   |
| 99508호 | 1991년    | 2004년         | 철도청 내부자금으로 한진중공업에서 제작된 발전차. 도입 초기 당시 새마을호 발전차로 운행.                                                   |
| 99509호 | 1991년    | 2004년         | 철도청 내부자금으로 한진중공업에서 제작된 발전차. 도입 초기 당시 새마을호 발전차로 운행.                                                   |
| 99510호 | 1991년    | 2004년         | 철도청 내부자금으로 한진중공업에서 제작된 발전차. 도입 초기 당시 새마을호 발전차로 운행.                                                   |
| 99511호 | 1991년    | 2004년         | 철도청 내부자금으로 한진중공업에서 제작된 발전차. 도입 초기 당시 새마을호 발전차로 운행.                                                   |
| 99512호 | 1991년    | 2004년         | 철도청 내부자금으로 한진중공업에서 제작된 발전차. 도입 초기 당시 새마을호 발전차로 운행.                                                   |
| 99513호 | 1993년    | 2006년         | 철도청 리스금으로 한진중공업에서 제작된 발전차. 도입 초기 당시 새마을호 발전차로 운행.                                                     |
| 99514호 | 1993년    | 2006년         | 철도청 리스금으로 한진중공업에서 제작된 발전차. 도입 초기 당시 새마을호 발전차로 운행.                                                     |
| 99515호 | 1993년    | 2006년         | 철도청 리스금으로 한진중공업에서 제작된 발전차. 도입 초기 당시 새마을호 발전차로 운행.                                                     |
| 99272호 | 1995년    | 2009년         | 철도청 내부자금으로 한진중공업에서 제작된 발전차. 도입 초기 당시 무궁화호 발전차로 운행.                                                   |
| 99273호 | 1995년    | 2009년         | 철도청 내부자금으로 한진중공업에서 제작된 발전차. 도입 초기 당시 무궁화호 발전차로 운행.                                                   |
| 99274호 | 1995년    | 2009년         | 철도청 내부자금으로 한진중공업에서 제작된 발전차. 도입 초기 당시 무궁화호 발전차로 운행.                                                   |
| 99275호 | 1995년    | 2009년         | 철도청 내부자금으로 한진중공업에서 제작된 발전차. 도입 초기 당시 무궁화호 발전차로 운행.                                                   |
| 99276호 | 1995년    | 2009년         | 철도청 내부자금으로 한진중공업에서 제작된 발전차. 도입 초기 당시 무궁화호 발전차로 운행.                                                   |
| 99277호 | 1995년    | 2024년         | 철도청 내부자금으로 한진중공업에서 제작된 발전차. 도입 초기 당시 무궁화호 발전차로 운행.                                                   |
| 99278호 | 1995년    | 2024년         | 철도청 내부자금으로 한진중공업에서 제작된 발전차. 도입 초기 당시 무궁화호 발전차로 운행.                                                   |
| 99279호 | 1995년    | 2024년         | 철도청 내부자금으로 한진중공업에서 제작된 발전차. 도입 초기 당시 무궁화호 발전차로 운행.                                                   |
| 99280호 | 1995년    | 2024년         | 철도청 내부자금으로 한진중공업에서 제작된 발전차. 도입 초기 당시 무궁화호 발전차로 운행.                                                   |
| 99281호 | 1995년    | 2024년         | 철도청 내부자금으로 한진중공업에서 제작된 발전차. 도입 초기 당시 무궁화호 발전차로 운행.                                                   |
| 99282호 | 1995년    | 2024년         | 철도청 내부자금으로 한진중공업에서 제작된 발전차. 도입 초기 당시 무궁화호 발전차로 운행.                                                   |
| 99283호 | 1995년    | 2024년         | 철도청 내부자금으로 한진중공업에서 제작된 발전차. 도입 초기 당시 무궁화호 발전차로 운행.                                                   |
| 99284호 | 1995년    | 2024년         | 철도청 내부자금으로 한진중공업에서 제작된 발전차. 도입 초기 당시 무궁화호 발전차로 운행.                                                   |
| 99516호 | 1996년    | 2024년         | 철도청 내부자금으로 한진중공업에서 제작된 발전차. 도입 초기 당시 무궁화호 발전차로 운행.                                                   |
| 99517호 | 1996년    | 2024년         | 철도청 내부자금으로 한진중공업에서 제작된 발전차. 도입 초기 당시 무궁화호 발전차로 운행.                                                   |
| 99518호 | 1996년    | 2024년         | 철도청 내부자금으로 한진중공업에서 제작된 발전차. 도입 초기 당시 무궁화호 발전차로 운행.                                                   |
| 99519호 | 1996년    | 2024년         | 철도청 내부자금으로 한진중공업에서 제작된 발전차. 도입 초기 당시 무궁화호 발전차로 운행.                                                   |
| 99520호 | 1996년    | 2023년         | 철도청 내부자금으로 한진중공업에서 제작된 발전차. 도입 초기 당시 무궁화호 발전차로 운행.                                                   |
| 99521호 | 1996년    | 2024년         | 철도청 내부자금으로 한진중공업에서 제작된 발전차. 도입 초기 당시 무궁화호 발전차로 운행.                                                   |
| 99285호 | 1996년    | 2022년         | 철도청 내부자금으로 한진중공업에서 제작된 발전차. 도입 초기 당시 무궁화호 발전차로 운행.                                                   |
| 99286호 | 1996년    | 2022년         | 철도청 내부자금으로 한진중공업에서 제작된 발전차. 도입 초기 당시 무궁화호 발전차로 운행.                                                   |
| 99287호 | 1996년    | 2024년         | 철도청 내부자금으로 한진중공업에서 제작된 발전차. 도입 초기 당시 무궁화호 발전차로 운행.                                                   |
| 99288호 | 1996년    | 2024년         | 철도청 내부자금으로 한진중공업에서 제작된 발전차. 도입 초기 당시 무궁화호 발전차로 운행.                                                   |
| 99289호 | 1996년    | 2022년         | 철도청 내부자금으로 한진중공업에서 제작된 발전차. 도입 초기 당시 무궁화호 발전차로 운행.                                                   |
| 99290호 | 1996년    | 2024년         | 철도청 내부자금으로 한진중공업에서 제작된 발전차. 도입 초기 당시 무궁화호 발전차로 운행.                                                   |
| 99291호 | 1996년    | 2022년         | 철도청 내부자금으로 한진중공업에서 제작된 발전차. 도입 초기 당시 무궁화호 발전차로 운행.                                                   |
| 99292호 | 1996년    | 2024년         | 철도청 내부자금으로 한진중공업에서 제작된 발전차. 도입 초기 당시 무궁화호 발전차로 운행.                                                   |
| 99293호 | 1996년    | 2024년         | 철도청 내부자금으로 한진중공업에서 제작된 발전차. 도입 초기 당시 무궁화호 발전차로 운행.                                                   |
| 99294호 | 1996년    | 2022년         | 철도청 내부자금으로 한진중공업에서 제작된 발전차. 도입 초기 당시 무궁화호 발전차로 운행.                                                   |
| 99295호 | 1996년    | 2024년         | 철도청 내부자금으로 한진중공업에서 제작된 발전차. 도입 초기 당시 무궁화호 발전차로 운행.                                                   |
| 99296호 | 1996년    | 2024년         | 철도청 내부자금으로 한진중공업에서 제작된 발전차. 도입 초기 당시 무궁화호 발전차로 운행.                                                   |
| 99297호 | 1996년    | 2022년         | 철도청 내부자금으로 한진중공업에서 제작된 발전차. 도입 초기 당시 무궁화호 발전차로 운행.                                                   |
| 99298호 | 1996년    | 2024년         | 철도청 내부자금으로 한진중공업에서 제작된 발전차. 도입 초기 당시 무궁화호 발전차로 운행.                                                   |
| 99299호 | 1996년    | 2024년         | 철도청 내부자금으로 한진중공업에서 제작된 발전차. 도입 초기 당시 무궁화호 발전차로 운행.                                                   |
| 99300호 | 1996년    | 2024년         | 철도청 내부자금으로 한진중공업에서 제작된 발전차. 도입 초기 당시 무궁화호 발전차로 운행.                                                   |
| 99301호 | 1996년    | 2022년         | 철도청 내부자금으로 한진중공업에서 제작된 발전차. 도입 초기 당시 무궁화호 발전차로 운행.                                                   |
| 99302호 | 1996년    | 2024년         | 철도청 내부자금으로 한진중공업에서 제작된 발전차. 도입 초기 당시 무궁화호 발전차로 운행.                                                   |
| 99303호 | 1996년    | 2024년         | 철도청 내부자금으로 한진중공업에서 제작된 발전차. 도입 초기 당시 무궁화호 발전차로 운행.                                                   |
| 99304호 | 1996년    | 2022년         | 철도청 내부자금으로 한진중공업에서 제작된 발전차. 도입 초기 당시 무궁화호 발전차로 운행.                                                   |
| 99305호 | 1996년    | 2024년         | 철도청 내부자금으로 한진중공업에서 제작된 발전차. 도입 초기 당시 무궁화호 발전차로 운행.                                                   |
| 99306호 | 1996년    | 2024년         | 철도청 내부자금으로 한진중공업에서 제작된 발전차. 도입 초기 당시 무궁화호 발전차로 운행.                                                   |
| 99307호 | 1996년    | 2024년         | 철도청 내부자금으로 한진중공업에서 제작된 발전차. 도입 초기 당시 무궁화호 발전차로 운행.                                                   |
| 99308호 | 1996년    | 2024년         | 철도청 내부자금으로 한진중공업에서 제작된 발전차. 도입 초기 당시 무궁화호 발전차로 운행.                                                   |
| 99309호 | 1996년    | 2022년         | 철도청 내부자금으로 한진중공업에서 제작된 발전차. 도입 초기 당시 무궁화호 발전차로 운행.                                                   |
| 99310호 | 1996년    | 2024년         | 철도청 내부자금으로 한진중공업에서 제작된 발전차. 도입 초기 당시 무궁화호 발전차로 운행.                                                   |
| 99522호 | 1997년    | 운행 중        | 철도청 내부자금으로 한진중공업에서 제작된 발전차. 도입 초기 당시 무궁화호 발전차로 운행.                                                   |
| 99523호 | 1997년    | 운행 중        | 철도청 내부자금으로 한진중공업에서 제작된 발전차. 도입 초기 당시 무궁화호 발전차로 운행.                                                   |
| 99524호 | 1997년    | 운행 중        | 철도청 내부자금으로 한진중공업에서 제작된 발전차. 도입 초기 당시 무궁화호 발전차로 운행.                                                   |
| 99525호 | 1997년    | 운행 중        | 철도청 내부자금으로 한진중공업에서 제작된 발전차. 도입 초기 당시 무궁화호 발전차로 운행.                                                   |
| 99526호 | 1997년    | 운행 중        | 철도청 내부자금으로 한진중공업에서 제작된 발전차. 도입 초기 당시 무궁화호 발전차로 운행.                                                   |
| 99527호 | 1997년    | 운행 중        | 철도청 내부자금으로 한진중공업에서 제작된 발전차. 도입 초기 당시 무궁화호 발전차로 운행.                                                   |
| 99528호 | 1997년    | 운행 중        | 철도청 내부자금으로 한진중공업에서 제작된 발전차. 도입 초기 당시 무궁화호 발전차로 운행.                                                   |
| 99529호 | 1997년    | 운행 중        | 철도청 내부자금으로 한진중공업에서 제작된 발전차. 도입 초기 당시 무궁화호 발전차로 운행.                                                   |
| 99530호 | 1997년    | 운행 중        | 철도청 내부자금으로 한진중공업에서 제작된 발전차. 도입 초기 당시 무궁화호 발전차로 운행.                                                   |
| 99531호 | 1997년    | 운행 중        | 철도청 내부자금으로 한진중공업에서 제작된 발전차. 도입 초기 당시 무궁화호 발전차로 운행.                                                   |
| 99532호 | 1997년    | 운행 중        | 철도청 내부자금으로 한진중공업에서 제작된 발전차. 도입 초기 당시 무궁화호 발전차로 운행.                                                   |
| 99533호 | 1997년    | 운행 중        | 철도청 내부자금으로 한진중공업에서 제작된 발전차. 도입 초기 당시 무궁화호 발전차로 운행.                                                   |
| 99534호 | 1997년    | 운행 중        | 철도청 내부자금으로 한진중공업에서 제작된 발전차. 도입 초기 당시 무궁화호 발전차로 운행.                                                   |
| 99535호 | 1997년    | 운행 중        | 철도청 내부자금으로 한진중공업에서 제작된 발전차. 도입 초기 당시 무궁화호 발전차로 운행.                                                   |
| 99536호 | 1997년    | 운행 중        | 철도청 내부자금으로 한진중공업에서 제작된 발전차. 도입 초기 당시 무궁화호 발전차로 운행.                                                   |
| 99537호 | 1997년    | 운행 중        | 철도청 내부자금으로 한진중공업에서 제작된 발전차. 도입 초기 당시 무궁화호 발전차로 운행.                                                   |
| 99538호 | 1997년    | 운행 중        | 철도청 내부자금으로 한진중공업에서 제작된 발전차. 도입 초기 당시 무궁화호 발전차로 운행.                                                   |
| 99539호 | 1997년    | 운행 중        | 철도청 내부자금으로 한진중공업에서 제작된 발전차. 도입 초기 당시 무궁화호 발전차로 운행.                                                   |
| 99540호 | 1997년    | 2023년         | 철도청 내부자금으로 한진중공업에서 제작된 발전차. 도입 초기 당시 무궁화호 발전차로 운행.                                                   |
| 99311호 | 1997년    | 운행 중        | 철도청 내부자금으로 한진중공업에서 제작된 발전차. 도입 초기 당시 무궁화호 발전차로 운행.                                                   |
| 99312호 | 1997년    | 운행 중        | 철도청 내부자금으로 한진중공업에서 제작된 발전차. 도입 초기 당시 무궁화호 발전차로 운행.                                                   |
| 99313호 | 1997년    | 운행 중        | 철도청 내부자금으로 한진중공업에서 제작된 발전차. 도입 초기 당시 무궁화호 발전차로 운행.                                                   |
| 99314호 | 1997년    | 운행 중        | 철도청 내부자금으로 한진중공업에서 제작된 발전차. 도입 초기 당시 무궁화호 발전차로 운행.                                                   |
| 99315호 | 1997년    | 운행 중        | 철도청 내부자금으로 한진중공업에서 제작된 발전차. 도입 초기 당시 무궁화호 발전차로 운행.                                                   |
| 99316호 | 1997년    | 운행 중        | 철도청 내부자금으로 한진중공업에서 제작된 발전차. 도입 초기 당시 무궁화호 발전차로 운행.                                                   |
| 99317호 | 1997년    | 운행 중        | 철도청 내부자금으로 한진중공업에서 제작된 발전차. 도입 초기 당시 무궁화호 발전차로 운행.                                                   |
| 99318호 | 1997년    | 운행 중        | 철도청 내부자금으로 한진중공업에서 제작된 발전차. 도입 초기 당시 무궁화호 발전차로 운행.                                                   |
| 99319호 | 1997년    | 2022년         | 철도청 내부자금으로 한진중공업에서 제작된 발전차. 도입 초기 당시 무궁화호 발전차로 운행.                                                   |
| 99320호 | 1997년    | 운행 중        | 철도청 내부자금으로 한진중공업에서 제작된 발전차. 도입 초기 당시 무궁화호 발전차로 운행.                                                   |
| 99321호 | 1997년    | 운행 중        | 철도청 내부자금으로 한진중공업에서 제작된 발전차. 도입 초기 당시 무궁화호 발전차로 운행.                                                   |
| 99322호 | 1997년    | 운행 중        | 철도청 내부자금으로 한진중공업에서 제작된 발전차. 도입 초기 당시 무궁화호 발전차로 운행.                                                   |
| 99323호 | 1997년    | 운행 중        | 철도청 내부자금으로 한진중공업에서 제작된 발전차. 도입 초기 당시 무궁화호 발전차로 운행.                                                   |
| 99324호 | 1997년    | 운행 중        | 철도청 내부자금으로 한진중공업에서 제작된 발전차. 도입 초기 당시 무궁화호 발전차로 운행.                                                   |
| 99325호 | 1997년    | 운행 중        | 철도청 내부자금으로 한진중공업에서 제작된 발전차. 도입 초기 당시 무궁화호 발전차로 운행.                                                   |
| 99326호 | 1997년    | 운행 중        | 철도청 내부자금으로 한진중공업에서 제작된 발전차. 도입 초기 당시 무궁화호 발전차로 운행.                                                   |
| 99327호 | 1997년    | 운행 중        | 철도청 내부자금으로 한진중공업에서 제작된 발전차. 도입 초기 당시 무궁화호 발전차로 운행.                                                   |
| 99328호 | 1997년    | 운행 중        | 철도청 내부자금으로 한진중공업에서 제작된 발전차. 도입 초기 당시 무궁화호 발전차로 운행.                                                   |
| 99329호 | 1997년    | 운행 중        | 철도청 내부자금으로 한진중공업에서 제작된 발전차. 도입 초기 당시 무궁화호 발전차로 운행.                                                   |
| 99330호 | 1997년    | 운행 중        | 철도청 내부자금으로 한진중공업에서 제작된 발전차. 도입 초기 당시 무궁화호 발전차로 운행.                                                   |
| 99331호 | 1997년    | 운행 중        | 철도청 내부자금으로 한진중공업에서 제작된 발전차. 도입 초기 당시 무궁화호 발전차로 운행.                                                   |
| 99332호 | 1997년    | 운행 중        | 철도청 내부자금으로 한진중공업에서 제작된 발전차. 도입 초기 당시 무궁화호 발전차로 운행.                                                   |
| 99333호 | 1999년    | 운행 중        | 철도청 내부자금으로 현대정공에서 제작된 발전차. 도입 초기 당시 무궁화호 발전차로 운행. 99542호 발전차는 유일하게 새마을 도색으로 운행한다. |
| 99334호 | 1999년    | 운행 중        | 철도청 내부자금으로 현대정공에서 제작된 발전차. 도입 초기 당시 무궁화호 발전차로 운행. 99542호 발전차는 유일하게 새마을 도색으로 운행한다. |
| 99335호 | 1999년    | 운행 중        | 철도청 내부자금으로 현대정공에서 제작된 발전차. 도입 초기 당시 무궁화호 발전차로 운행. 99542호 발전차는 유일하게 새마을 도색으로 운행한다. |
| 99336호 | 1999년    | 운행 중        | 철도청 내부자금으로 현대정공에서 제작된 발전차. 도입 초기 당시 무궁화호 발전차로 운행. 99542호 발전차는 유일하게 새마을 도색으로 운행한다. |
| 99337호 | 1999년    | 운행 중        | 철도청 내부자금으로 현대정공에서 제작된 발전차. 도입 초기 당시 무궁화호 발전차로 운행. 99542호 발전차는 유일하게 새마을 도색으로 운행한다. |
| 99338호 | 1999년    | 운행 중        | 철도청 내부자금으로 현대정공에서 제작된 발전차. 도입 초기 당시 무궁화호 발전차로 운행. 99542호 발전차는 유일하게 새마을 도색으로 운행한다. |
| 99339호 | 1999년    | 운행 중        | 철도청 내부자금으로 현대정공에서 제작된 발전차. 도입 초기 당시 무궁화호 발전차로 운행. 99542호 발전차는 유일하게 새마을 도색으로 운행한다. |
| 99340호 | 1999년    | 운행 중        | 철도청 내부자금으로 현대정공에서 제작된 발전차. 도입 초기 당시 무궁화호 발전차로 운행. 99542호 발전차는 유일하게 새마을 도색으로 운행한다. |
| 99341호 | 1999년    | 운행 중        | 철도청 내부자금으로 현대정공에서 제작된 발전차. 도입 초기 당시 무궁화호 발전차로 운행. 99542호 발전차는 유일하게 새마을 도색으로 운행한다. |
| 99541호 | 1999년    | 운행 중        | 철도청 내부자금으로 현대정공에서 제작된 발전차. 도입 초기 당시 무궁화호 발전차로 운행. 99542호 발전차는 유일하게 새마을 도색으로 운행한다. |
| 99542호 | 1999년    | 운행 중        | 철도청 내부자금으로 현대정공에서 제작된 발전차. 도입 초기 당시 무궁화호 발전차로 운행. 99542호 발전차는 유일하게 새마을 도색으로 운행한다. |
| 99543호 | 1999년    | 운행 중        | 철도청 내부자금으로 현대정공에서 제작된 발전차. 도입 초기 당시 무궁화호 발전차로 운행. 99542호 발전차는 유일하게 새마을 도색으로 운행한다. |
| 99342호 | 2001년    | 운행 중        | 철도청 내부자금으로 디자인리미트에서 제작된 발전차. 도입 초기 당시 무궁화호 발전차로 운행.                                                 |
| 99343호 | 2001년    | 운행 중        | 철도청 내부자금으로 디자인리미트에서 제작된 발전차. 도입 초기 당시 무궁화호 발전차로 운행.                                                 |
| 99344호 | 2001년    | 운행 중        | 철도청 내부자금으로 디자인리미트에서 제작된 발전차. 도입 초기 당시 무궁화호 발전차로 운행.                                                 |
| 99345호 | 2001년    | 운행 중        | 철도청 내부자금으로 디자인리미트에서 제작된 발전차. 도입 초기 당시 무궁화호 발전차로 운행.                                                 |
| 99346호 | 2001년    | 운행 중        | 철도청 내부자금으로 디자인리미트에서 제작된 발전차. 도입 초기 당시 무궁화호 발전차로 운행.                                                 |
| 99347호 | 2001년    | 운행 중        | 철도청 내부자금으로 디자인리미트에서 제작된 발전차. 도입 초기 당시 무궁화호 발전차로 운행.                                                 |
| 99348호 | 2001년    | 운행 중        | 철도청 내부자금으로 디자인리미트에서 제작된 발전차. 도입 초기 당시 무궁화호 발전차로 운행.                                                 |
| 99410호 | 2002년    | 운행 중        | 철도청 내부자금으로 디자인리미트에서 제작된 발전차. 도입 초기 당시 무궁화호 발전차로 운행.                                                 |
| 99411호 | 2002년    | 운행 중        | 철도청 내부자금으로 디자인리미트에서 제작된 발전차. 도입 초기 당시 무궁화호 발전차로 운행.                                                 |
| 99412호 | 2002년    | 운행 중        | 철도청 내부자금으로 디자인리미트에서 제작된 발전차. 도입 초기 당시 무궁화호 발전차로 운행.                                                 |
| 99413호 | 2002년    | 운행 중        | 철도청 내부자금으로 디자인리미트에서 제작된 발전차. 도입 초기 당시 무궁화호 발전차로 운행.                                                 |
| 99414호 | 2002년    | 운행 중        | 철도청 내부자금으로 디자인리미트에서 제작된 발전차. 도입 초기 당시 무궁화호 발전차로 운행.                                                 |
| 99415호 | 2002년    | 운행 중        | 철도청 내부자금으로 디자인리미트에서 제작된 발전차. 도입 초기 당시 무궁화호 발전차로 운행.                                                 |
| 99416호 | 2002년    | 운행 중        | 철도청 내부자금으로 디자인리미트에서 제작된 발전차. 도입 초기 당시 무궁화호 발전차로 운행.                                                 |
| 99417호 | 2002년    | 운행 중        | 철도청 내부자금으로 디자인리미트에서 제작된 발전차. 도입 초기 당시 무궁화호 발전차로 운행.                                                 |
| 99418호 | 2002년    | 운행 중        | 철도청 내부자금으로 디자인리미트에서 제작된 발전차. 도입 초기 당시 무궁화호 발전차로 운행.                                                 |
| 99419호 | 2002년    | 운행 중        | 철도청 내부자금으로 디자인리미트에서 제작된 발전차. 도입 초기 당시 무궁화호 발전차로 운행.                                                 |
| 99420호 | 2002년    | 운행 중        | 철도청 내부자금으로 디자인리미트에서 제작된 발전차. 도입 초기 당시 무궁화호 발전차로 운행.                                                 |

### 보존
발전차는 현재 별도로 보존되고 있는 차량은 없다. 특히 구형 발전차는 영주역 구내 영주기관차사무소에서 1량(99206호)이 발전차 교육장으로 쓰이고 있으나, 2011년 8월 폐차되어 현재 잔존량이 없다.

### 사진

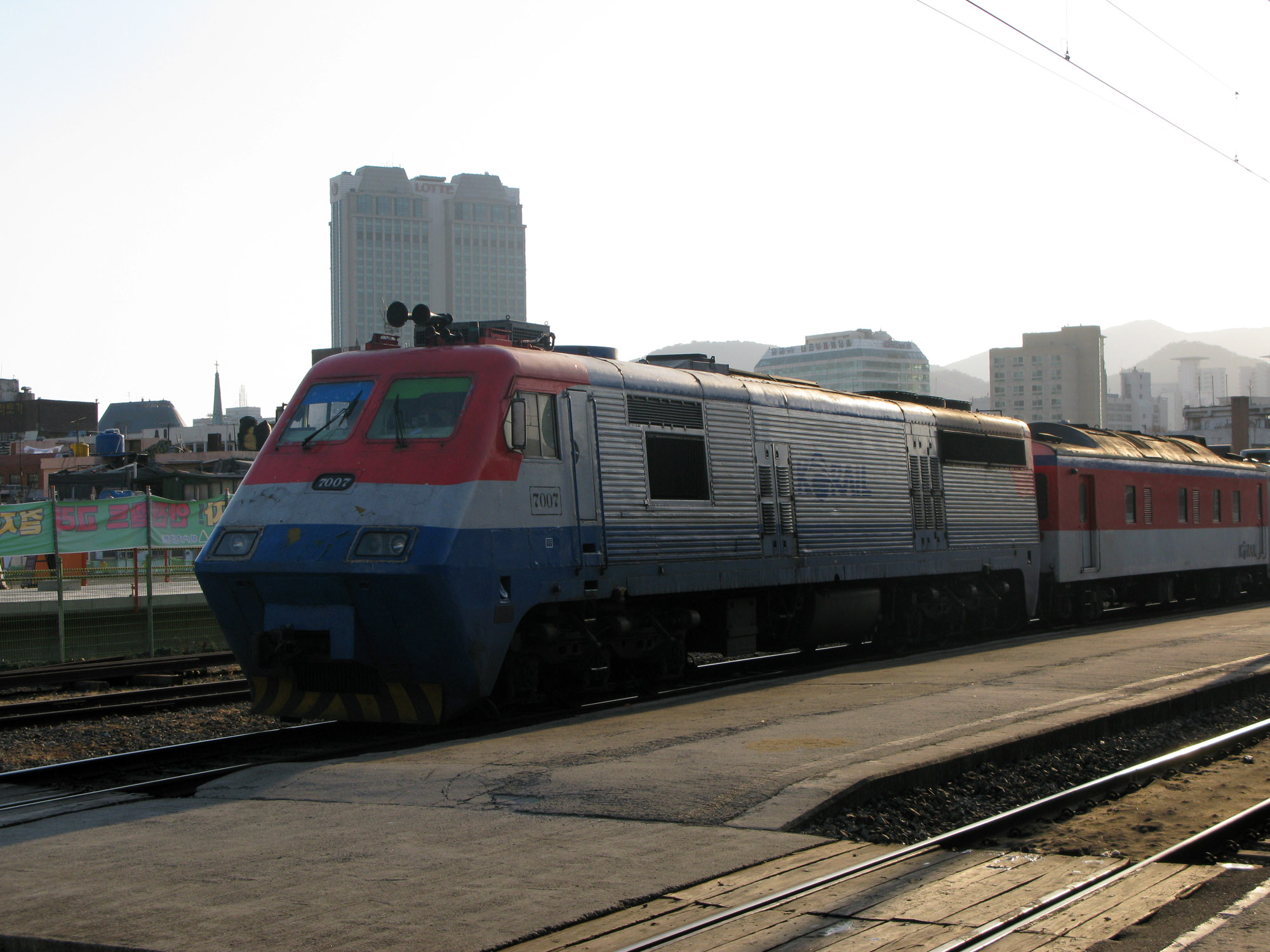
직각형 발전차 (폐차)
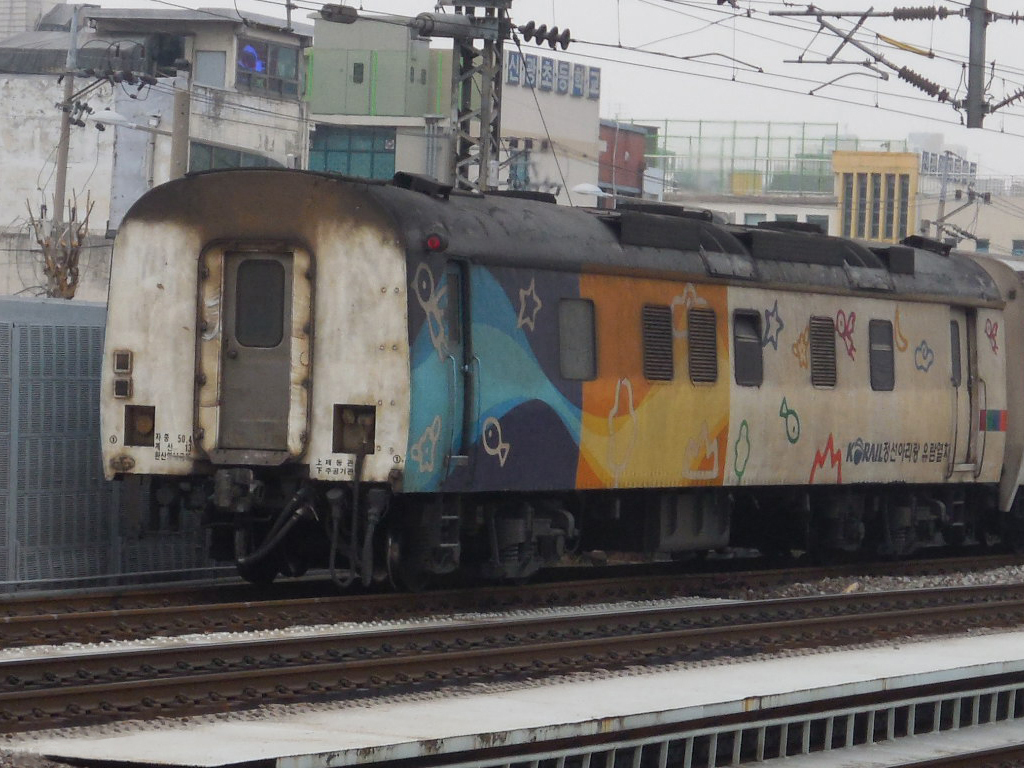
정선아리랑유람열차 99268호 발전차 (폐차)
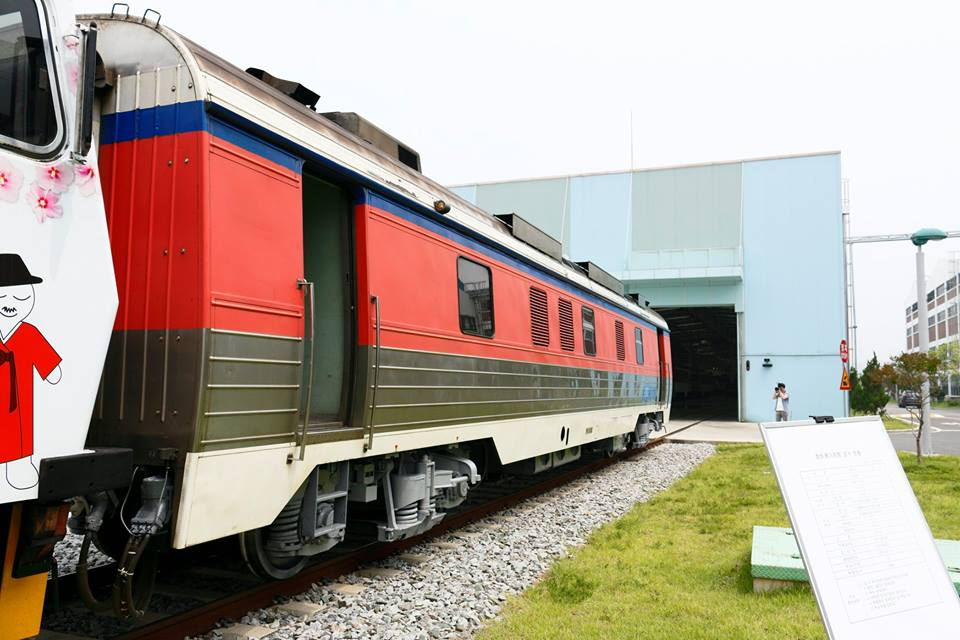
무궁화호 스테인리스 차체 발전차